# Télécabine de Saint-Nizier-du-Moucherotte
La télécabine de Saint-Nizier-du-Moucherotte, téléférique ou téléféérique de son nom commercial reprenant l'ancienne orthographe téléférique et pour jouer avec le mot « féerique », est une ancienne télécabine de France située en Isère et qui reliait le village de Saint-Nizier-du-Moucherotte au sommet du Moucherotte dans le massif du Vercors. Initialement voulu comme un téléphérique — d'où son nom commercial —, la solution retenue à sa conception est finalement celle d'une télécabine. Il fonctionne de 1956 à 1977 en lien avec l'hôtel de l'Hermitage construit au sommet de la montagne ainsi que quelques pistes de ski. Les vestiges sont détruits en 2001 en ce qui concerne l'hôtel et l'année suivante pour la gare d'arrivée du télécabine ; la gare de départ et un pylône subsistent depuis.

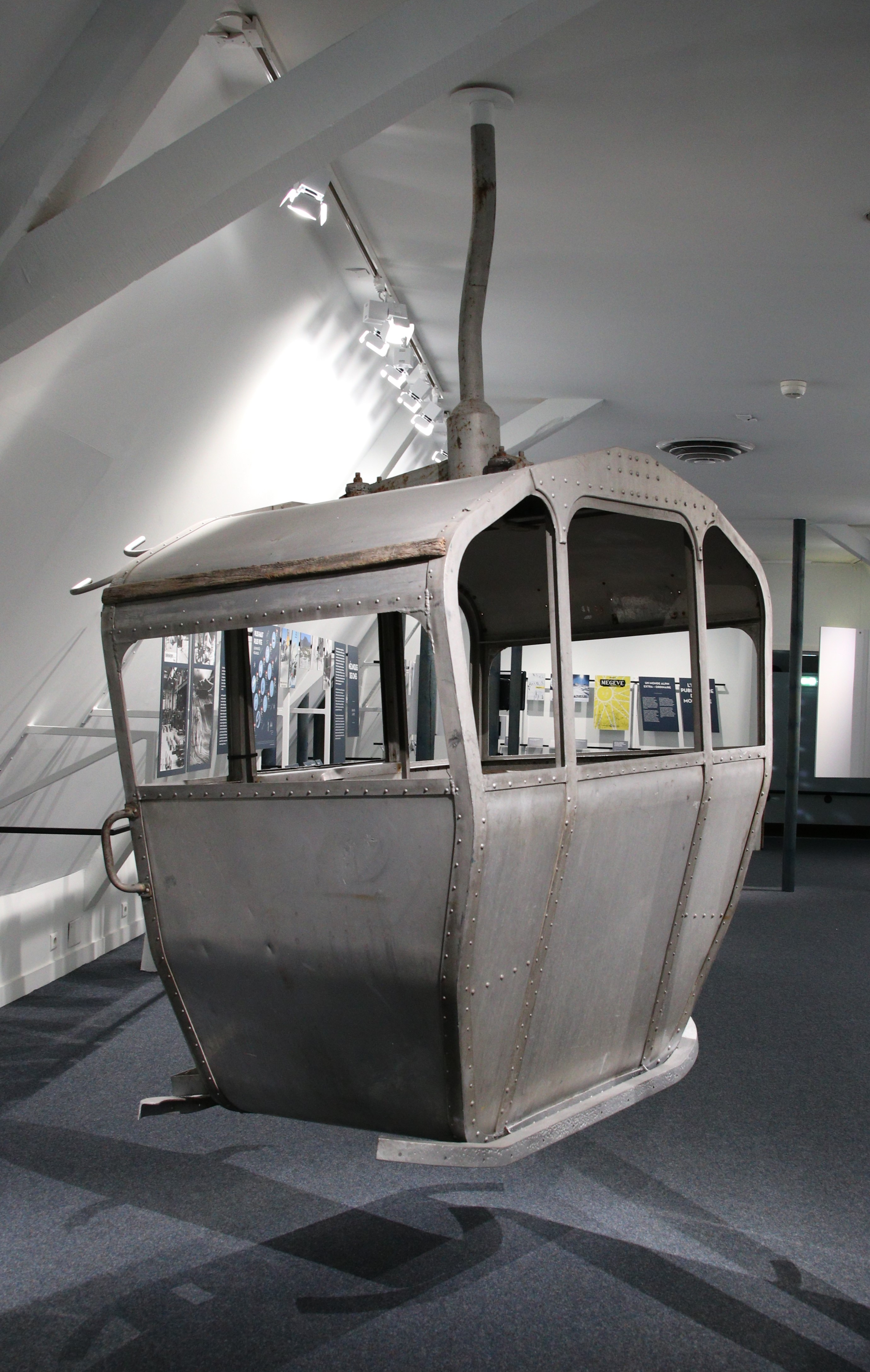
Une ancienne cabine exposée au musée dauphinois de Grenoble en 2020.